# Varanus acanthurus
Varan à queue épineuse
Espèce
Synonymes
- Odatria ocellata Gray, 1845

Statut de conservation UICN

 LC  : Préoccupation mineure
Statut CITES
Le Varan à queue épineuse, Varanus acanthurus, est une espèce de sauriens de la famille des Varanidae.

## Répartition

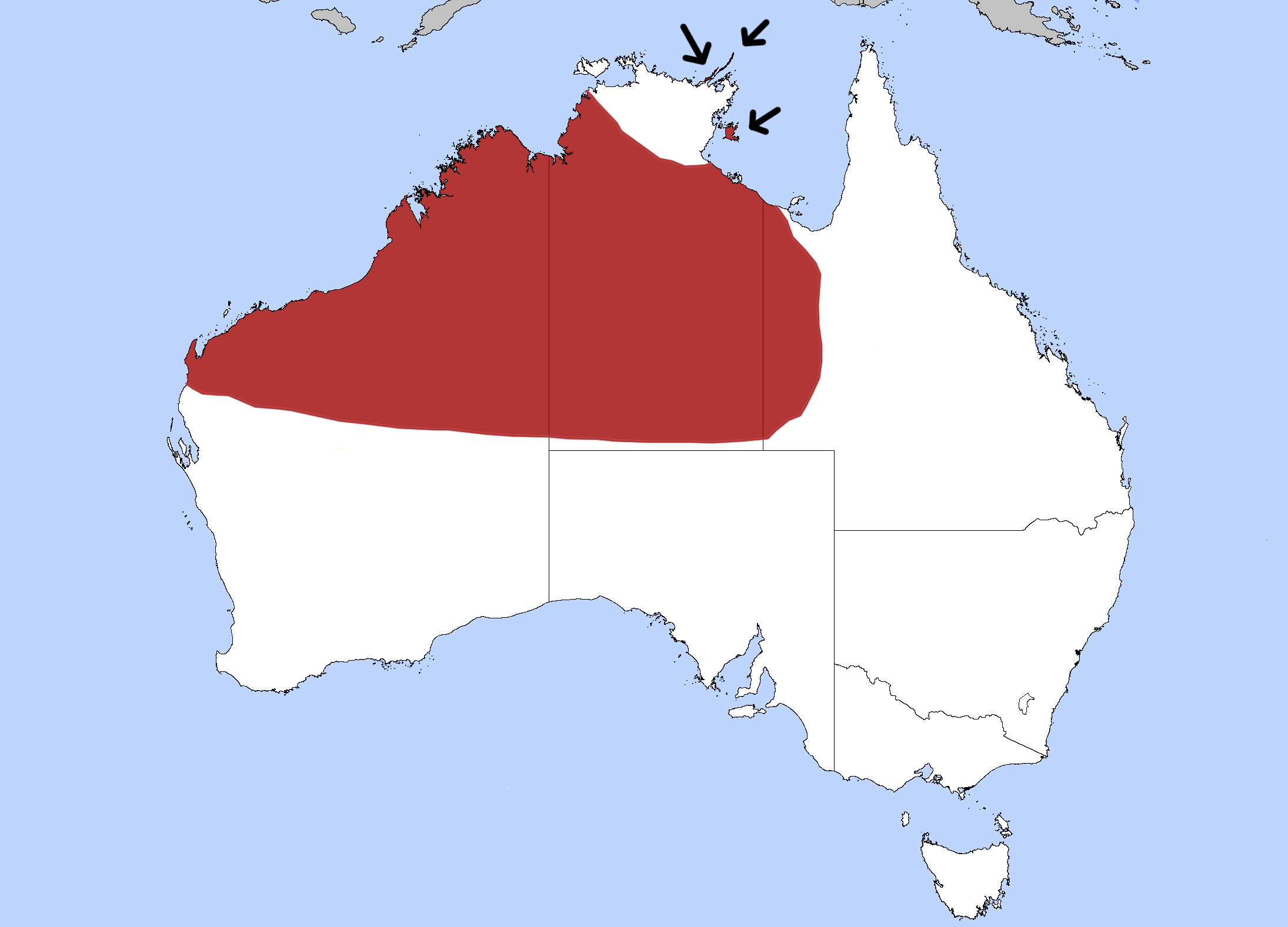
Répartition

Cette espèce est endémique d'Australie. Elle se rencontre dans le Territoire du Nord, au Queensland, en Australie-Méridionale et en Australie-Occidentale.

## Habitat
Moins actif que la plupart des autres espèces de varan, Varanus acanthurus vit dans des abris, crevasses ou terriers creusés sous et entre les rochers des régions rocheuses, semi-arides ou semi-désertiques. Parfois dans des terriers abandonnés.

## Description
Adulte, il peut atteindre 70 cm de long, queue comprise.

## Alimentation
Varanus acanthurus se nourrit d'insectes (blattes, scarabées), de lézards, d'oiseaux et rongeur comme des souris.

## Reproduction
Varanus acanthurus pond de cinq à une douzaine d’œufs par ponte. L'incubation dure de 3 à 5 mois et demi.

## Liste des sous-espèces
Selon The Reptile Database (26 septembre 2019) :
- Varanus acanthurus acanthurus Boulenger, 1885
- Varanus acanthurus brachyurus Sternfeld, 1919
- Varanus acanthurus insulanicus Mertens, 1958

## Élevage en captivité
Ce varan est élevé par certains terrariophiles.

## Galerie

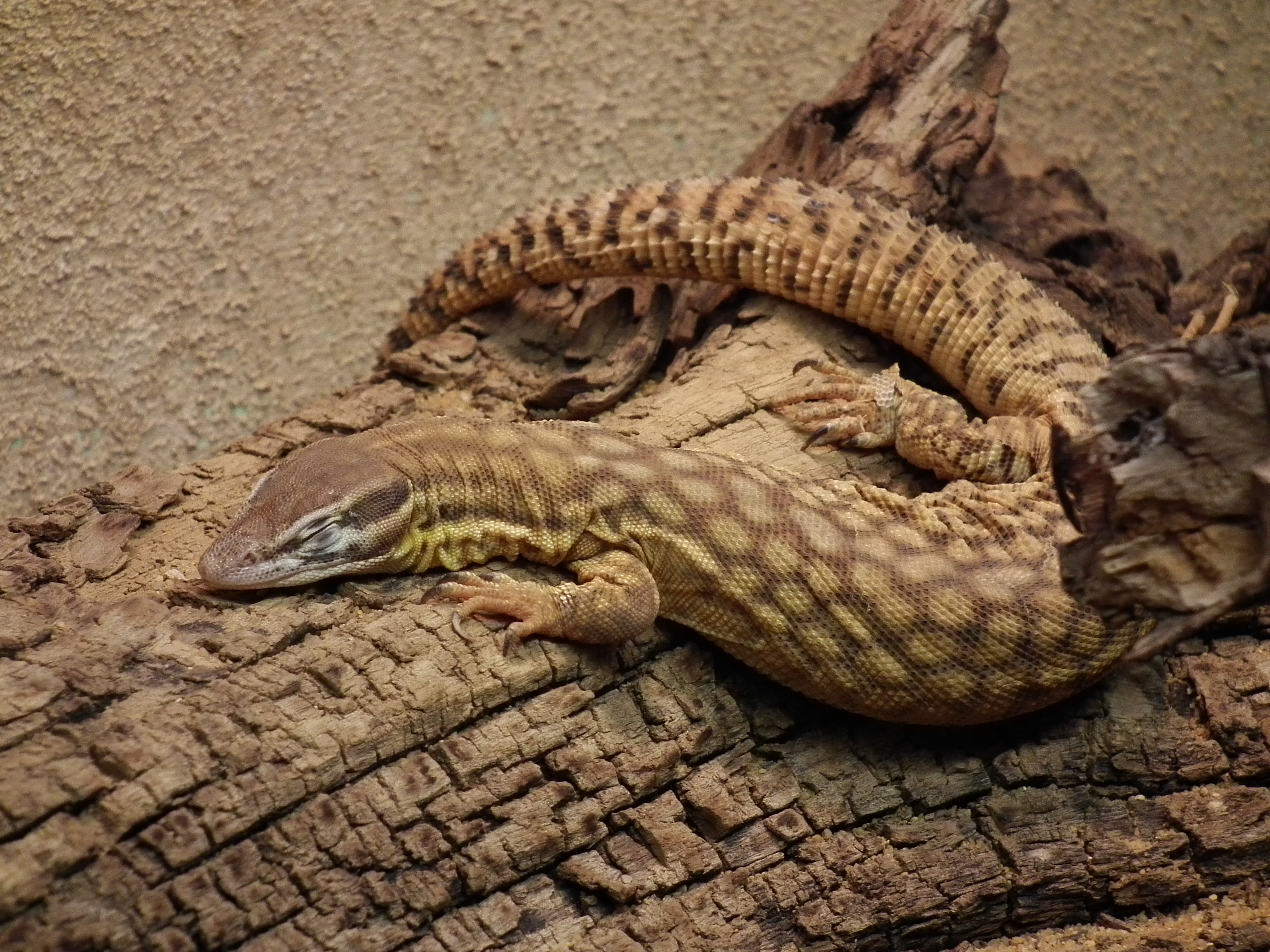
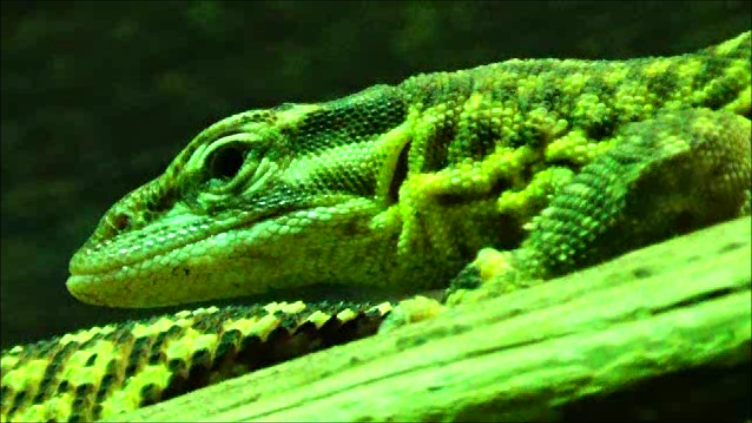
Ménagerie du jardin des plantes - Paris/France
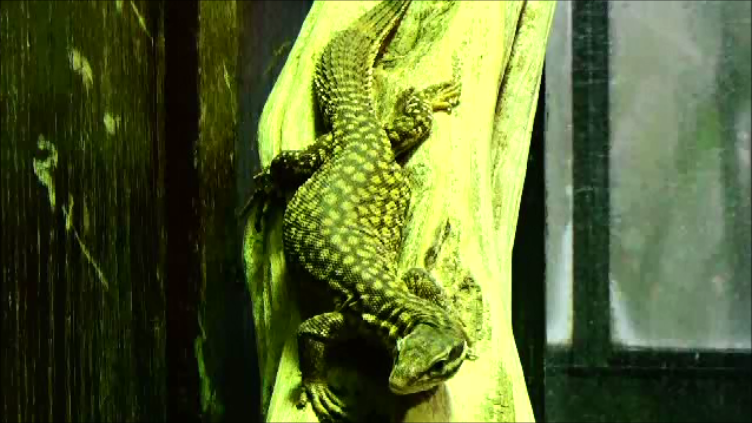
Ménagerie du jardin des plantes - Paris/France
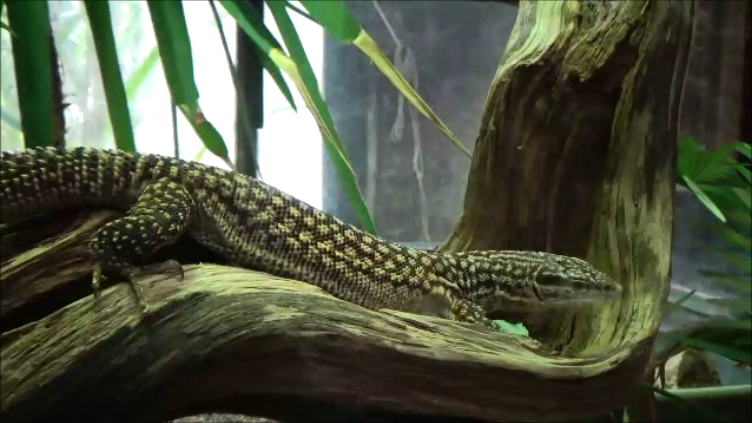
Ménagerie du jardin des plantes - Paris/France
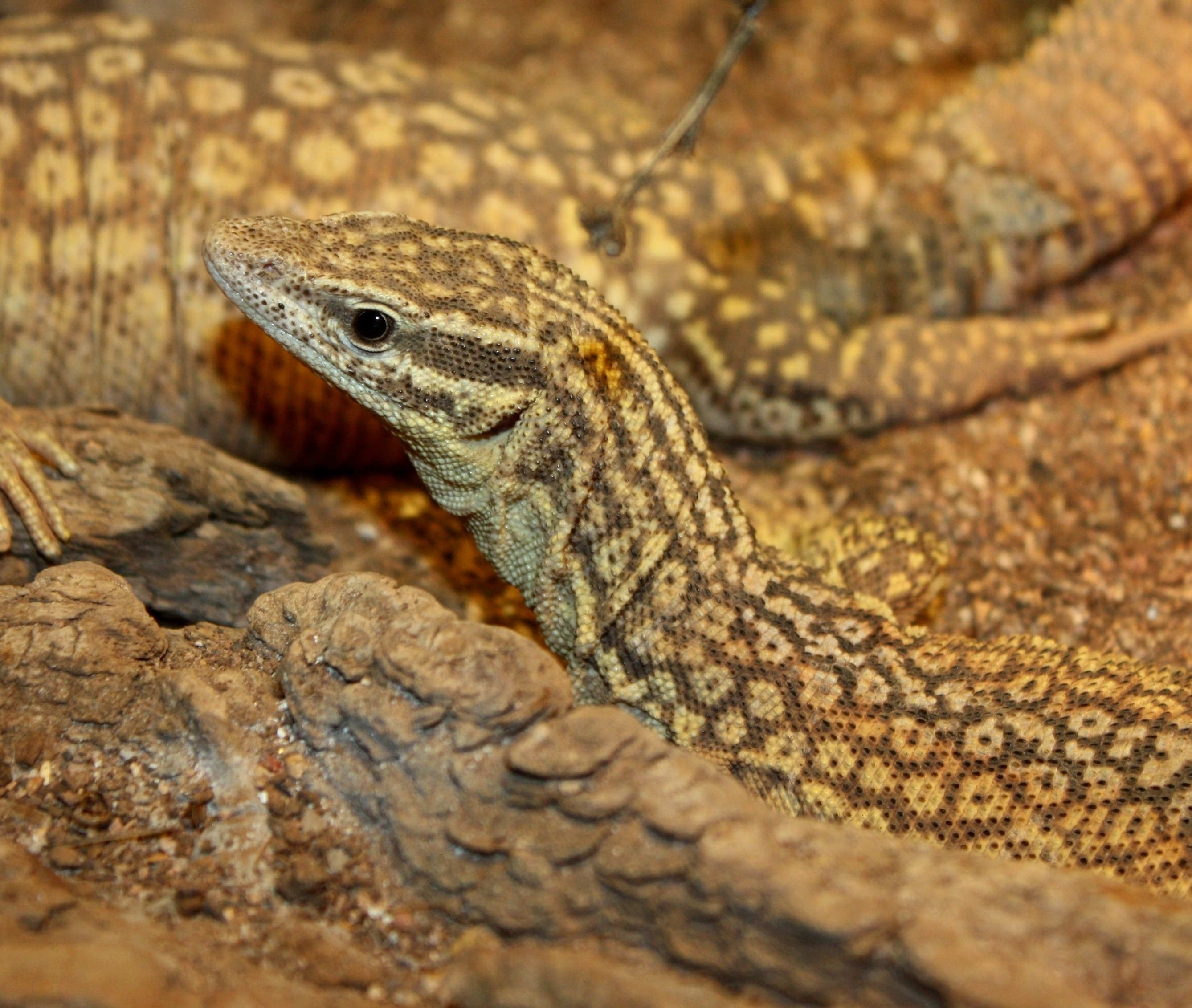
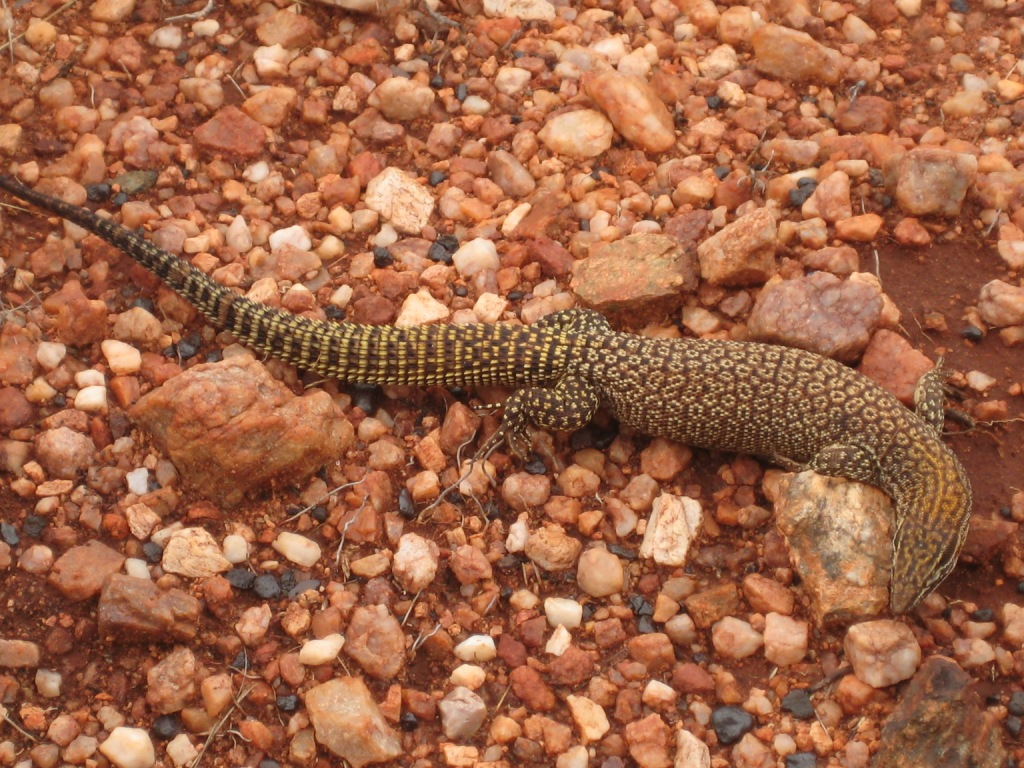
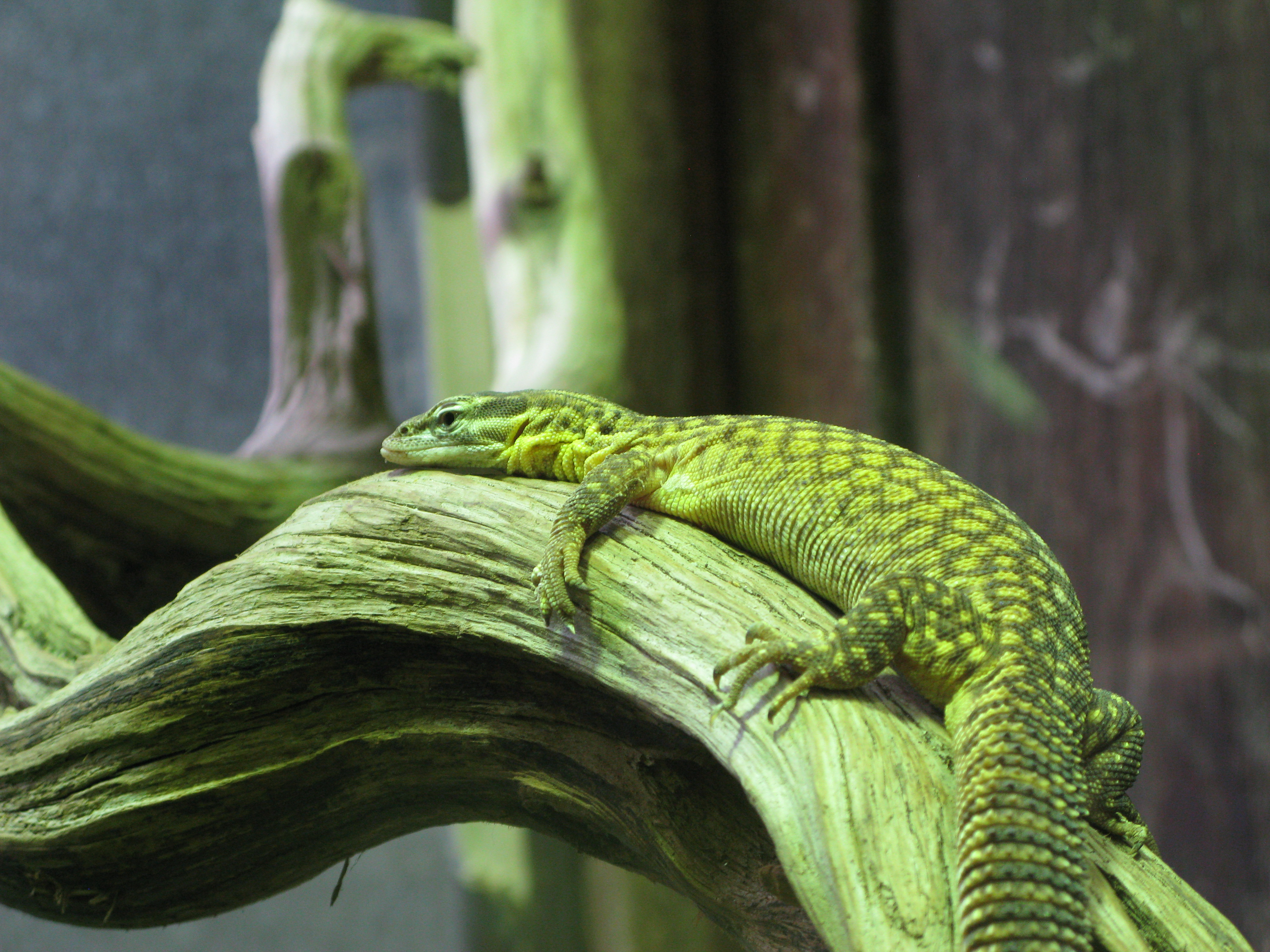
Ménagerie du jardin des plantes - Paris/France
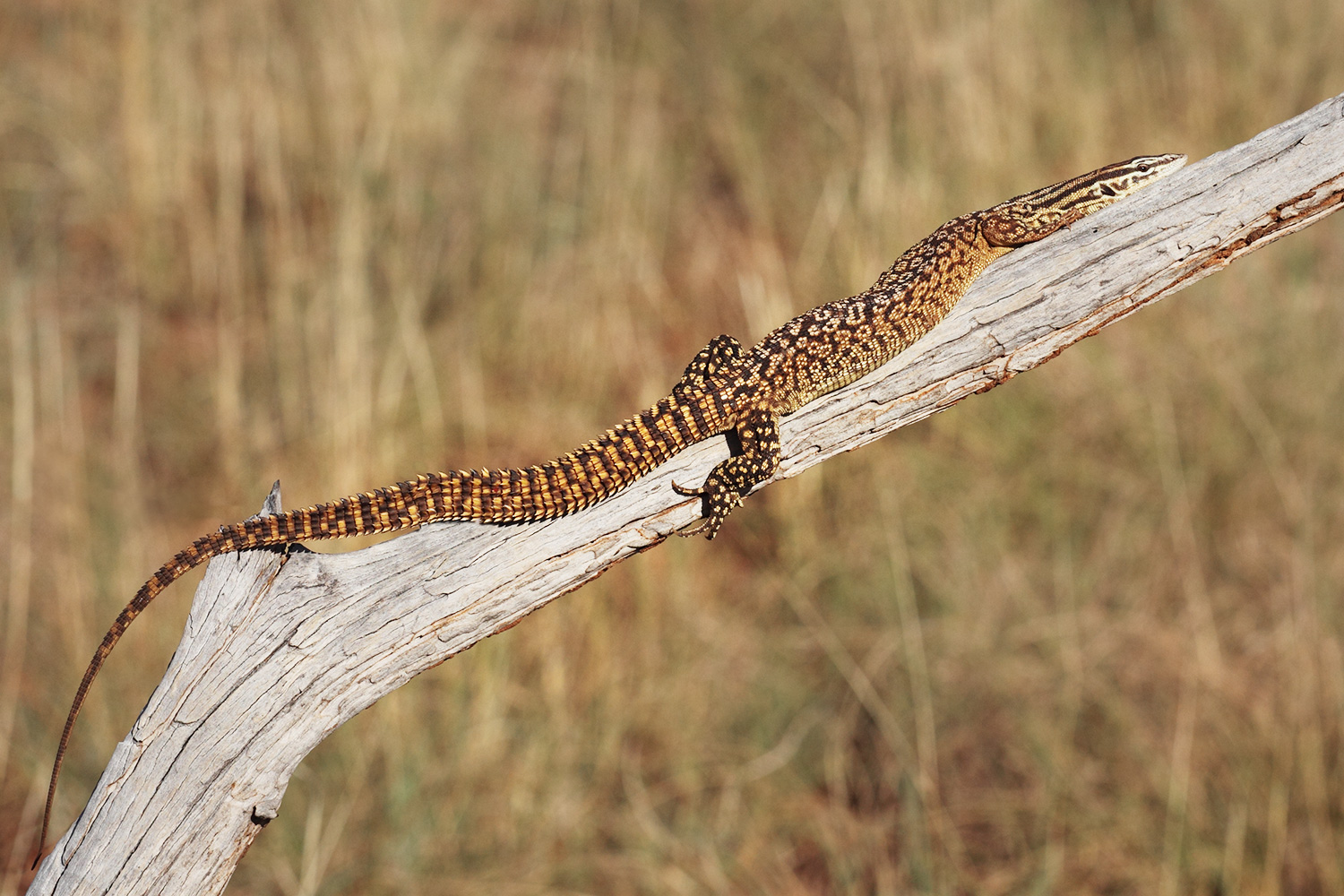
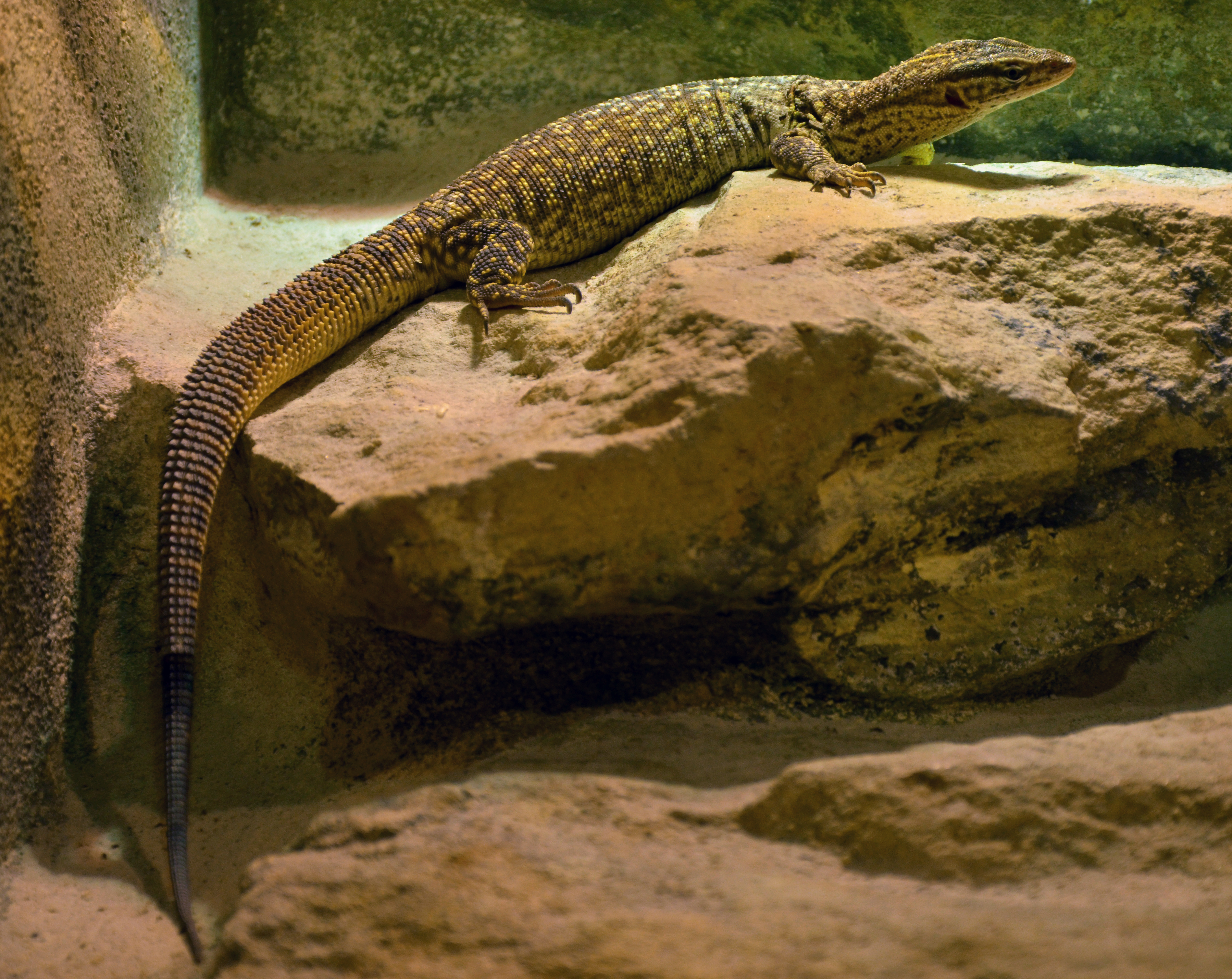
Amneville
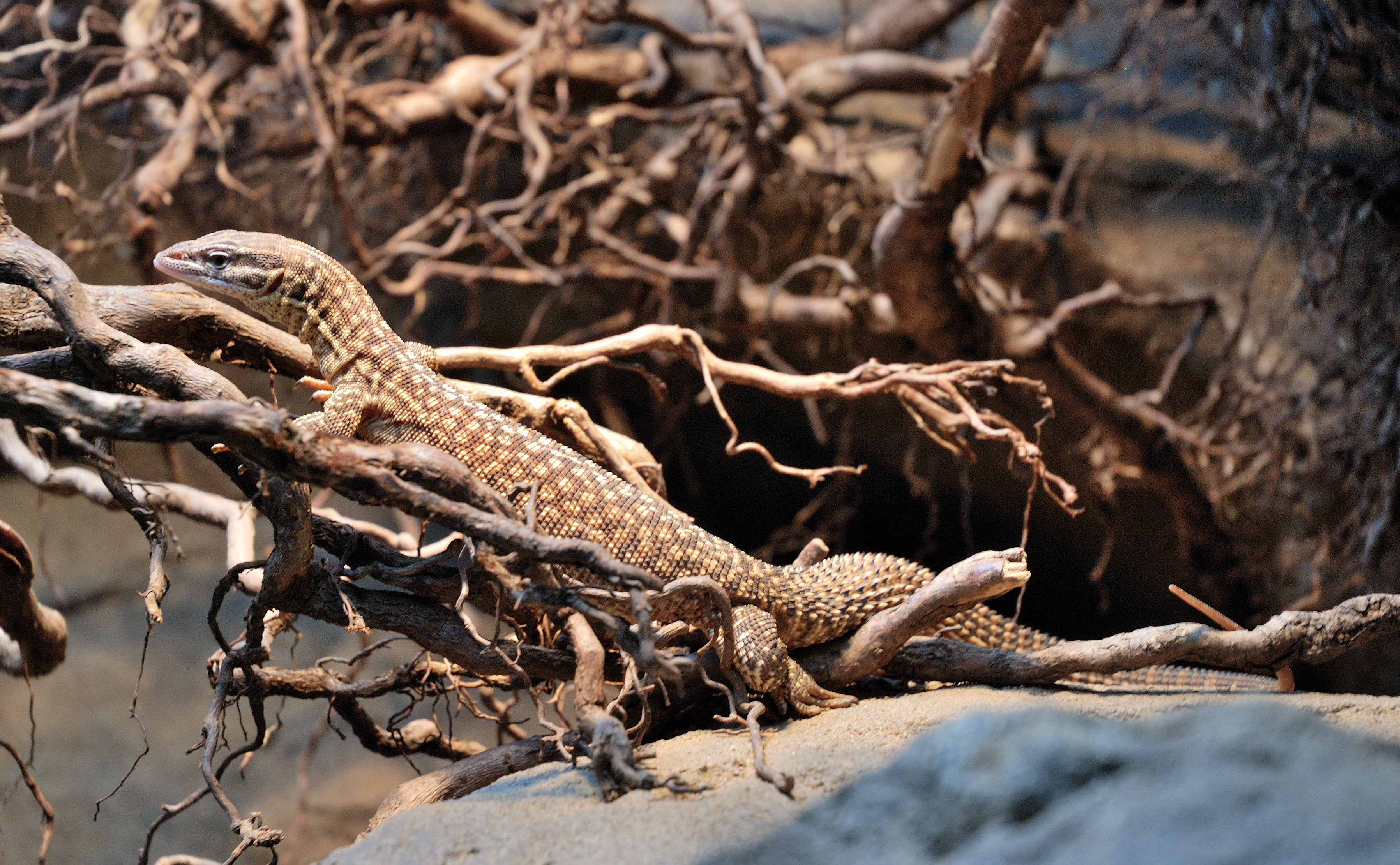
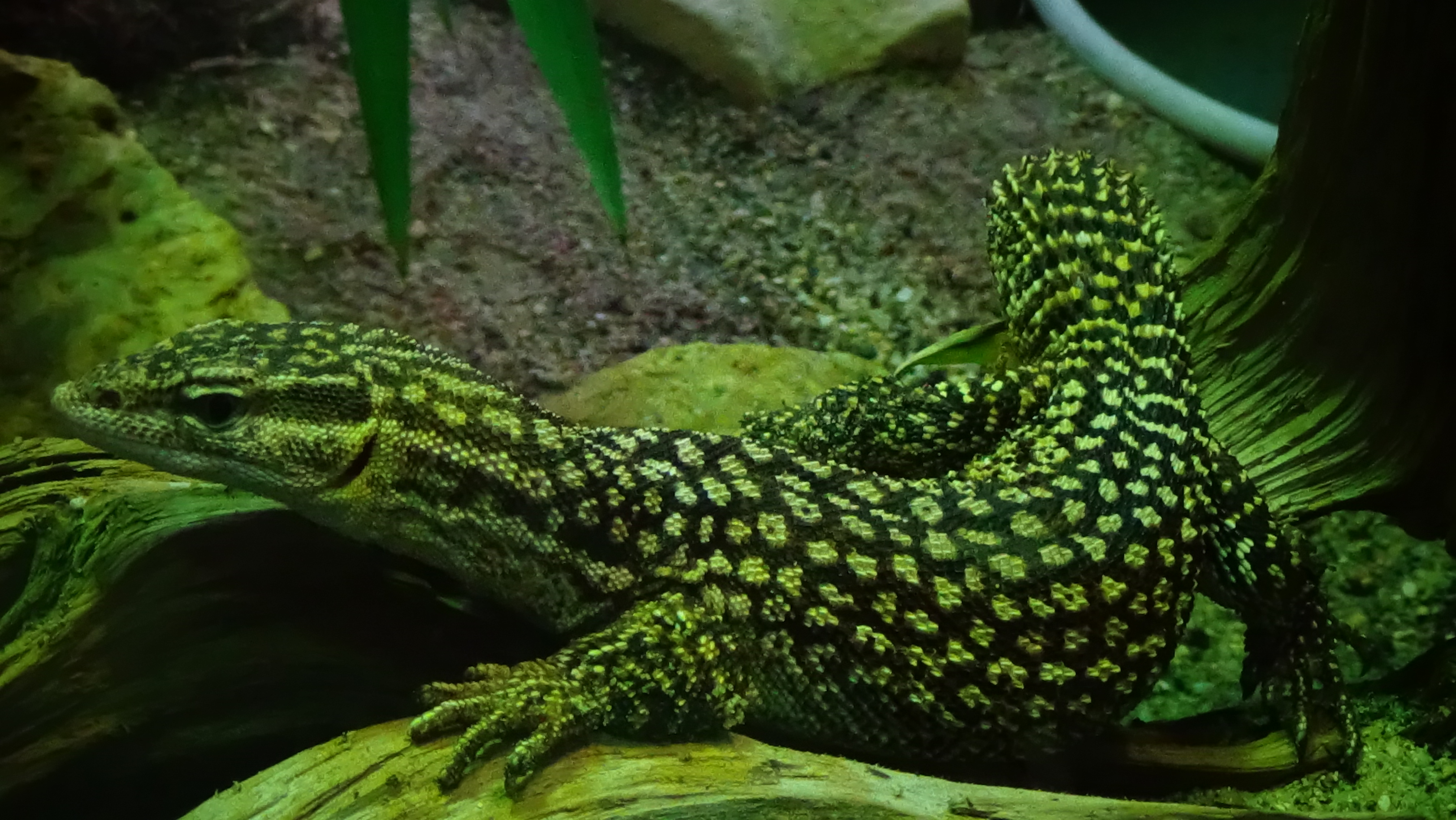
Ménagerie du jardin des plantes - Paris/France
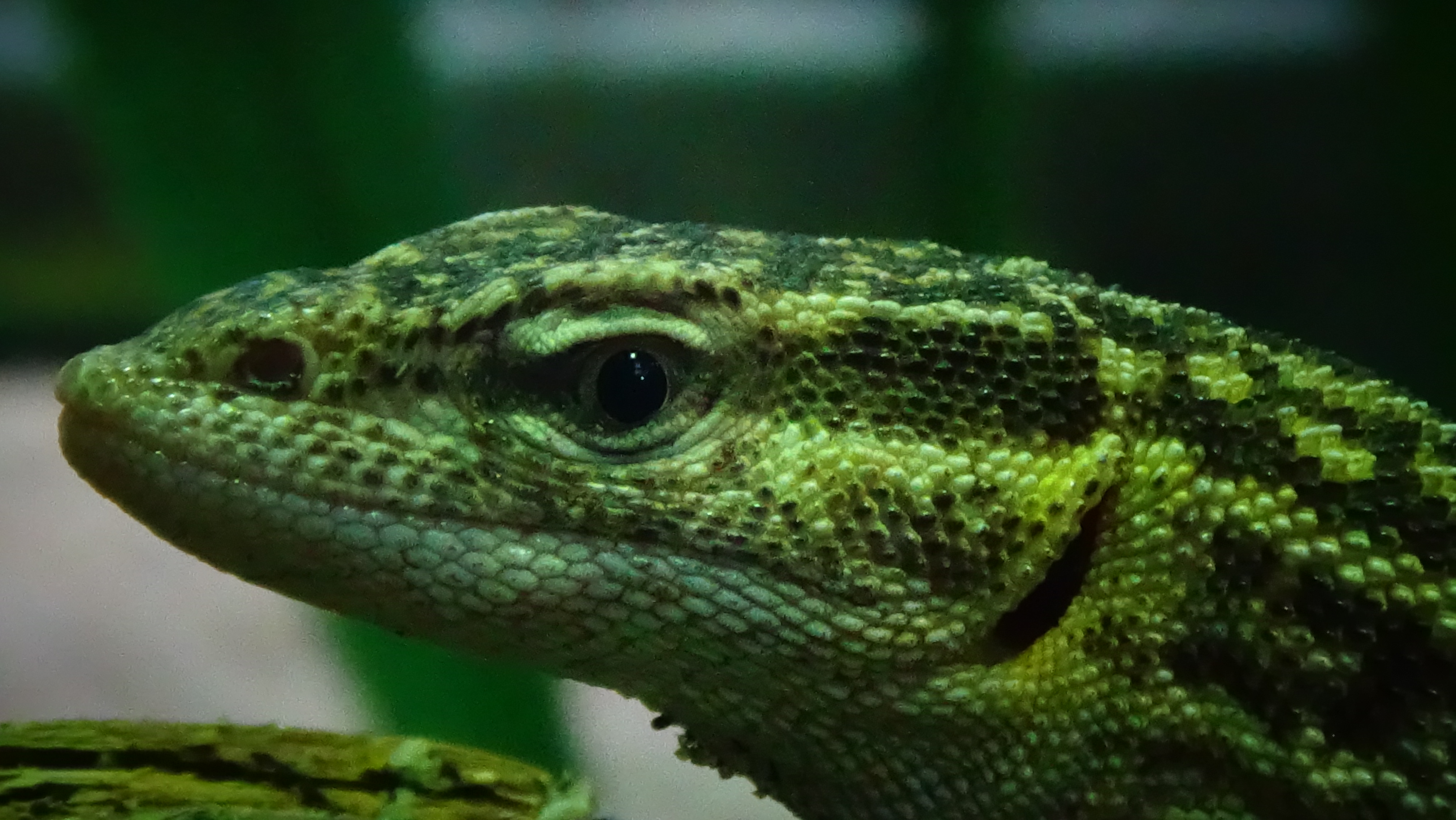
Ménagerie du jardin des plantes - Paris/France

## Publications originales
- Boulenger, 1885 : Catalogue of the lizards in the British Museum (Natural History) II. Iguanidae, Xenosauridae, Zonuridae, Anguidae, Anniellidae, Helodermatidae, Varanidae, Xantusiidae, Teiidae, Amphisbaenidae, Second edition, London, vol. 2, p. 1-497 (texte intégral).
- Mertens, 1958 : Bemerkungen über die Warane Australiens. Senckenbergiana, vol. 39, p. 229-264.
- Sternfeld, 1919 : Neue Schlangen und Echsen aus Zentralaustralien. Senckenbergiana, vol. 1, p. 76-83 (texte intégral).